# Squire Yarrow
Squire Yarrow   (Hackney, 28 de juliol de 1905 - 11 d'abril de 1984) fou un atleta anglès, especialista en curses de fons, guanyador d'una medalla al Campionat d'Europa d'atletisme.
Va disputar el Campionat d'Europa d'atletisme de 1938 i 1946. El 1938 va guanyar la medalla de plata en la marató, rere Väinö Muinonen, mentre el 1946 fou setè. Guanyà el campionat finlandès de marató de 1937 i 1940.
Va ser campió britànic de marató de l'AAA el 1946 i subcampió d'aquesta competició el 1939.
Un cop retirat exercí diversos càrrecs directius en l'Amateur Athletic Association. El 1978 en fou president.

## Millors marques
- marató. 2h 37' 50" (1939)[2]